# Természetvédelmi őrszolgálat
A természetvédelmi őr intézkedésre jogosult hivatalos személy, aki szolgálati feladatát egyenruhában látja el. Természetvédelmi őrszolgálatot működtethet nemzeti park, természetvédelmi igazgatóság, vagy önkormányzat szervezetében működő természetvédelmi szolgálat.

## Jogok és feladatok
- a természetvédelemre vonatkozó előírások betartásának ellenőrzése
- a természet védelmének érdekeit sértő, a természet értékeit és területét veszélyeztető, károsító jogellenes cselekményt elkövető személy felszólítása a cselekménye abbahagyására
- igazoltatás, csomagátvizsgálás
- eljárás kezdeményezése
- a járművek feltartóztatása és átvizsgálása a közlekedésrendészeti szabályok betartásával, a jármű utasainak igazoltatása
- a védett területen vadászó személy vadászjegyének, egyéni lőjegyzékének, vadászlőfegyver-tartási engedélyének, ragadozó  madárral vadászó engedélyének, vadászíj-tartási engedélyének ellenőrzése
- az elejtett vad azonosító jegyének ellenőrzése
- horgász esetében az engedély, a fogási napló ellenőrzése
- jogellenes tevékenységen tettenért személy elfogása, visszatartása a rendőr megérkezéséig, a természeti értékek visszatartása
- a jogszerű intézkedéssel szembeni ellenszegülésnél kényszer alkalmazása
- helyszíni bírság kiszabása

## Kényszerítő eszközök
- testi kényszer
- szolgálati kutya szájkosárral, póráz nélkül
- bilincs
- vegyi eszköz
- elektromos sokkoló
- szolgálati kutya szájkosár nélkül, pórázon
- maroklőfegyver.